# Selecta (entreprise)
Pour les articles homonymes, voir Selecta.
 (janvier 2019).
Si vous disposez d'ouvrages ou d'articles de référence ou si vous connaissez des sites web de qualité traitant du thème abordé ici, merci de compléter l'article en donnant les références utiles à sa vérifiabilité et en les liant à la section « Notes et références ».

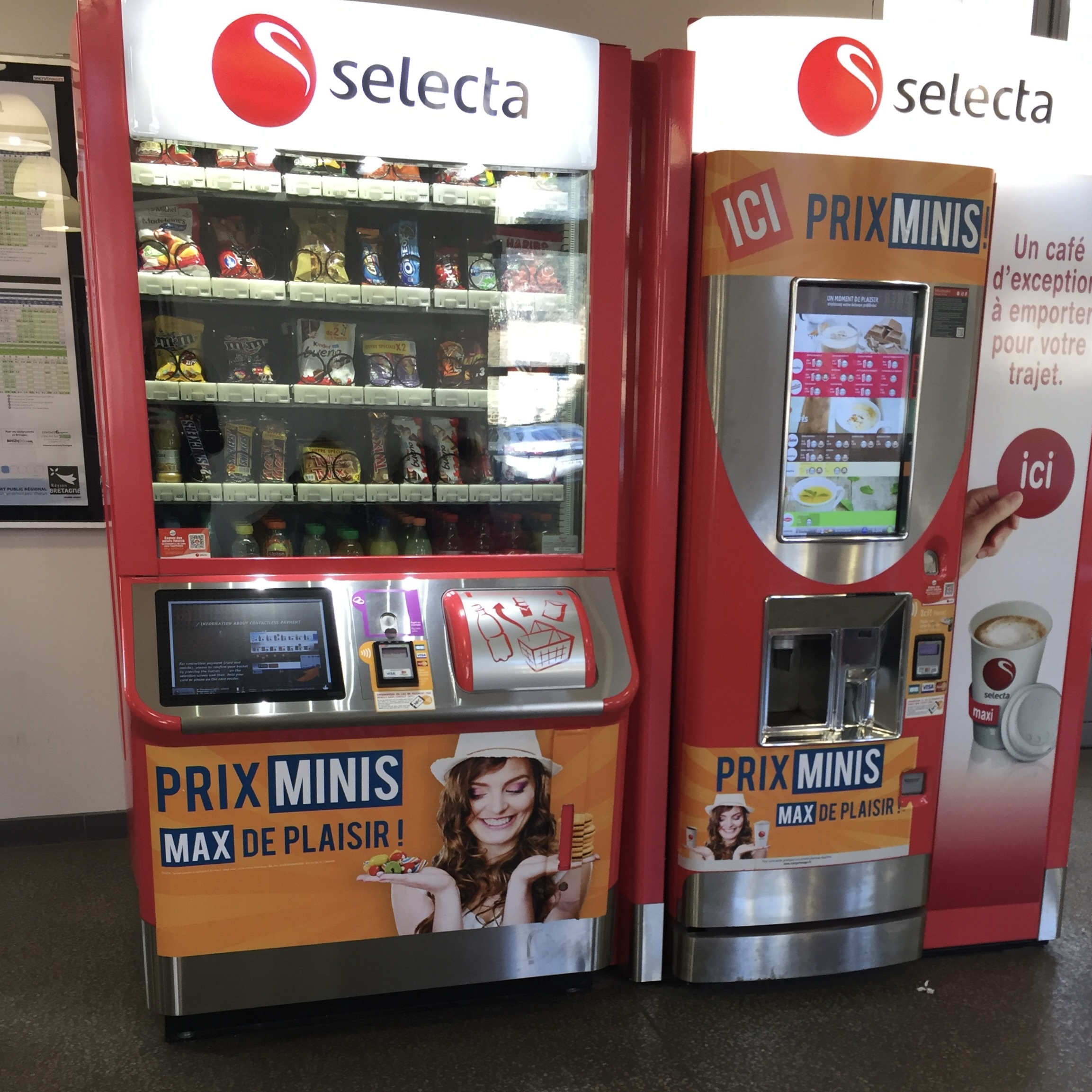
Distributeurs présent dans une gare.

Selecta Group est un opérateur européen de services de vente automatique fondé en 1957 à Morat en Suisse. La société emploie plus de 4 000 personnes et sert 5 millions de consommateurs chaque jour grâce à 150 000 points de vente. Selecta réalise un chiffre d'affaires de plus de 695 millions d'euros.
Selecta possède 250 bureaux dans 18 pays.

## Histoire
En 1950, Joseph Jeger, un suisse travaillant à Bâle, part pour un voyage d’affaires aux États-Unis et y voit ses premiers distributeurs automatiques. Il souhaite installer des distributeurs automatiques similaires dans l'usine de l'entreprise pour laquelle il travaille. Dépensant toutes ses économies, il commande cinq machines au producteur américain et est autorisé à les installer à l'usine.
Les ouvriers de l'usine utilisent les machines de Jeger jour après jour. Les machines américaines sont fabriquées avec des raccords américains, ce qui les rend coûteuses à entretenir. Pour résoudre ce problème, Joseph loue un garage dans sa ville natale de Morat, embauche son premier employé et fabrique le premier distributeur automatique fabriqué en Suisse. Ce distributeur automatique est le premier à porter le nom de Selecta, en 1957. 
Jeger fait l'acquisition en 1969 de la Schweizerische Automatengesellschaft AG (SAG), la société suisse d’automates placés dans les gares de train des petites compagnies régionales,. 
Depuis lors, Selecta grandi et se développe en Europe. En 1985, Selecta rejoint le groupe Valora. En 1997, Selecta entre à la Bourse suisse à 515 millions de francs. En 2001, Compass Group acquiert Selecta pour 1,35 milliard de francs. En 2005, Selecta introduit des options équilibrées (une gamme d'options de saine alimentation) sur le marché de la vente automatique. En 2007, Allianz Capital Partners acquiert Selecta pour un montant de 1,8 milliard de francs. En 2009, Selecta présente sa propre marque de café, Miofino. En 2015, KKR acquiert Selecta. Au fil du temps, de nombreuses entreprises locales telles que SAFAA (France), Vendepac (Royaume-Uni), SAG (Suisse), Canteen (Suède) et Olland (Pays-Bas) et Go Express SpA sont intégrées au groupe Selecta.

## Selecta France
Au 30 septembre 2017, Selecta France a réalisé un chiffre d'affaires de 180 397 400 € et enregistré une perte de 17 154 600 €. Elle emploie 1 165 salariés.

## Secteurs d'activité
Entreprises et industries, administrations publiques, éducation, santé, loisirs, gares et trains, stations de métro, stations-service, aéroports, centres commerciaux.